# العلاقات الأمريكية اليونانية
العلاقات الأمريكية اليونانية هي العلاقات الثنائية التي تجمع بين الولايات المتحدة واليونان.

## مقارنة بين البلدين
هذه مقارنة عامة ومرجعية للدولتين:
| وجه المقارنة                                              | الولايات المتحدة                                                                                                  | اليونان                                                                             |
| --------------------------------------------------------- | --- | ----------------------------------------------------------------------------------- |
| المساحة (كم2)                                             | 9.83 مليون | 131.96 ألف                                                                          |
| عدد السكان (نسمة)                                         | 311.58 مليون | 10.76 مليون                                                                         |
| الكثافة السكانية (ن./كم²)                                 | 31.7 | 81.54                                                                               |
| العاصمة                                                   | واشنطن العاصمة | أثينا، نافبليو                                                                      |
| اللغة الرسمية                                             | لغة إنجليزية | لغة يونانية، Demotic Greek ‏                                                         |
| العملة                                                    | دولار أمريكي | يورو، دراخما، Phoenix (currency) ‏                                                   |
| الناتج المحلي الإجمالي (بليون دولار)                      | 19.39 تريليون | 200.29 مليار                                                                        |
| الناتج المحلي الإجمالي (تعادل القوة الشرائية) بليون دولار | 18.04 تريليون | 285.45 مليار                                                                        |
| الناتج المحلي الإجمالي الاسمي للفرد دولار أمريكي          | 56.12 ألف | 18.00 ألف                                                                           |
| الناتج المحلي الإجمالي للفرد دولار أمريكي                 | 54.63 ألف | 26.85 ألف                                                                           |
| مؤشر التنمية البشرية                                      | 0.920 | 0.865                                                                               |
| رمز المكالمات الدولي                                      | +1 | +30                                                                                 |
| رمز الإنترنت                                              | .us، حكومة، .mil، Edu.                                                                                            | .gr                                                                                 |
| المنطقة الزمنية                                           | توقيت ساموا الأمريكية، توقيت أطلنطي موحد، منطقة زمنية وسطى، توقيت ألاسكا ‏، المنطقة الزمنية الجبلية، توقيت تشامرو ‏ | توقيت شرق أوروبا، ت ع م+02:00، ت ع م+03:00، توقيت شرق أوروبا الصيفي ‏، أوروبا/أثينا ‏ |

## مدن متوأمة
في ما يلي قائمة باتفاقيات التوأمة بين مدن أمريكية ويونانية:
- ترتبط أبيلين مع كورنث باتفاقية توأمة.
- ترتبط أتلانتا مع Archaia Olympia [الإنجليزية]‏ باتفاقية توأمة منذ 1979.
- ترتبط سافانا مع باتراس باتفاقية توأمة منذ 1992.[18]
- ترتبط رود آيلاند مع رودس باتفاقية توأمة.
- ترتبط نيو براونفيلز مع رودس باتفاقية توأمة.
- ترتبط لوس أنجلوس مع أثينا باتفاقية توأمة منذ 1 أبريل 1959.[19][19][19][19]
- ترتبط واشنطن العاصمة مع أثينا باتفاقية توأمة منذ 19 فبراير 1962.[20]
- ترتبط بالتيمور مع بيرايوس باتفاقية توأمة منذ 1975.
- ترتبط نيو بريتن مع يانيتسا باتفاقية توأمة.
- ترتبط كليرواتر مع كالاماريا باتفاقية توأمة.
- ترتبط بوسطن مع أثينا باتفاقية توأمة منذ 24 يونيو 1959.
- ترتبط سيراكيوز مع أثينا باتفاقية توأمة منذ 25 أغسطس 1991.
- ترتبط بريستول مع كوزاني باتفاقية توأمة.
- ترتبط شيكاغو مع أثينا باتفاقية توأمة منذ 2004.[21][21][21][21]
- ترتبط هارتفورد مع سلانيك باتفاقية توأمة.
- ترتبط سان فرانسيسكو مع سلانيك باتفاقية توأمة منذ 1970.
- ترتبط نوكسفيل مع لاريسا باتفاقية توأمة منذ 7 أبريل 1998.
- ترتبط أثينا مع أثينا باتفاقية توأمة.
- ترتبط ورسستر مع بيرايوس باتفاقية توأمة.
- ترتبط نايلز مع نافبليو باتفاقية توأمة.
- ترتبط لورانس مع ميسولونغي باتفاقية توأمة.

## منظمات دولية مشتركة
يشترك البلدان في عضوية مجموعة من المنظمات الدولية، منها:
| علم المنظمة | اسم المنظمة                               | تاريخ انضمام الولايات المتحدة | تاريخ انضمام اليونان |
| ----------- | ----------------------------------------- | ----------------------------- | -------------------- |
|             | الاتحاد الدولي للاتصالات                  | 1 يوليو 1908                  | 1866                 |
|             | منظمة التعاون الاقتصادي والتنمية          | ?                             | 30 سبتمبر 1961       |
|             | اتفاقية السماوات المفتوحة                 | ?                             | ?                    |
|             | المركز الدولي لتسوية المنازعات الاستشارية | 14 أكتوبر 1966                | 21 مايو 1969         |
|             | حلف شمال الأطلسي                          | 4 أبريل 1949                  | 18 فبراير 1952       |
|             | منظمة الأمن والتعاون في أوروبا            | 25 يونيو 1973                 | 25 يونيو 1973        |
|             | المنظمة الهيدروغرافية الدولية             | ?                             | ?                    |
|             | مؤسسة التمويل الدولية                     | 20 يوليو 1956                 | 26 سبتمبر 1957       |
|             | منظمة حظر الأسلحة الكيميائية              | ?                             | ?                    |
|             | الوكالة الدولية للطاقة                    | ?                             | ?                    |
|             | منظمة الشرطة الجنائية الدولية             | ?                             | ?                    |
|             | مجموعة الموردين النوويين                  | ?                             | ?                    |
|             | الاتحاد البريدي العالمي                   | ?                             | ?                    |
|             | مؤسسة التنمية الدولية                     | 24 سبتمبر 1960                | 9 يناير 1962         |
|             | وكالة ضمان الاستثمار متعدد الأطراف        | 12 أبريل 1988                 | 30 أغسطس 1993        |
|             | منظمة التجارة العالمية                    | ?                             | 1995                 |
|             | مجموعة أستراليا                           | 1985                          | 1985                 |
|             | نظام تحكم تكنولوجيا القذائف               | 1987                          | 1992                 |
|             | الأمم المتحدة                             | 24 أكتوبر 1945                | 25 أكتوبر 1945       |
|             | الفريق المعني برصد الأرض                  | ?                             | ?                    |
|             | البنك الدولي للإنشاء والتعمير             | 27 ديسمبر 1945                | 27 ديسمبر 1945       |
|             | يونسكو                                    | 4 نوفمبر 1946                 | 4 نوفمبر 1946        |

## أعلام
هذه قائمة لبعض الشخصيات التي تربطها علاقات بالبلدين:
- أريانا غراندي (مغنية أمريكية-إيطالية، 26 يونيو 1993[35][36] – )
- بيت سامبراس (لاعب كرة مضرب من الولايات المتحدة، 12 أغسطس 1971 – )
- بيتي وايت (17 يناير 1922[37][38][39] – )
- بيلي زين (ممثل أمريكي، 24 فبراير 1966[40][41][42] – )
- تينا فاي (18 مايو 1970[43][44] – )
- جورج باباندريو (سياسي يوناني، 16 يونيو 1952 – )
- جينيفر أنيستون (ممثلة أمريكية، 11 فبراير 1969[45][46][47] – )
- ديف باتيستا (18 يناير 1969 – )
- رامي مالك (ممثل أمريكي، 12 مايو 1981 – )
- ساشا جراي (ممثلة إباحية أمريكية، 14 مارس 1988[48][49] – )
- سبيرو أغنيو (سياسي أمريكي، 9 نوفمبر 1918[50][51][52] – 17 سبتمبر 1996[50][51][52])
- فرانك زابا (21 ديسمبر 1940[53][54][55] – 4 ديسمبر 1993[53][54][55])
- كيلي كلاركسون (24 أبريل 1982 – )
- ماريا كالاس (2 ديسمبر 1923[56][57][58] – 16 سبتمبر 1977[56][59][60])
- مينا سوفاري (13 فبراير 1979 – )

## وصلات خارجية
- موقع وزارة الخارجية الأمريكية
- موقع وزارة الخارجية اليونانية